# Șercaia
Șercaia (Duits: Schirkanyen; Hongaars: Sárkány) is een Roemeense gemeente in het district Brașov.
Șercaia telt 3116 inwoners. De gemeente is een voormalige Saksische streek. De Saksen verlieten het gebied tussen de jaren 70 en de jaren 90 van de vorige eeuw. Tegenwoordig wonen er Roemenen met een kleine Hongaarse minderheid.
De gemeente bestaat uit drie dorpen; Hălmeag (Halmagen; Halmágy; Halmaç), Șercaia en Vad (Waadt, Waden; Vád).
In het dorp Hălmeag (Halmágy) waren de Hongaren van oudsher de meerderheid. In 2011 gaven nog 184 van de 508 inwoners aan te behoren tot de Hongaarse minderheid in Roemenië. In het dorp werd Katalin Varga geboren. Ze streed voor de rechten van de klein-grondbezitters.